# Johann P. Tammen
Johann P. Tammen (* 1. Februar 1944 in Hohenkirchen/Friesland) ist ein deutscher Schriftsteller.

## Leben
Johann P. Tammen studierte Germanistik, Geschichte und Sozialwissenschaften an der Pädagogischen Hochschule Oldenburg. Von 1967 bis 1969 war er in der Redaktion des „Stern“ tätig, und von 1969 bis 1976 arbeitete er in Verlagen in Wilhelmshaven und Bremerhaven. Seit 1976 lebt er als freier Schriftsteller in Bremerhaven. Nachdem er bereits seit 1970 der Redaktion der Literaturzeitschrift „Die Horen“ angehörte, war er von 1994 bis 2011 Herausgeber der Zeitschrift. Seit 1980 gibt er die Buchreihe „Edition Die Horen“ heraus.
Johann P. Tammen ist Verfasser von Prosatexten, Kritiken, Essays, Gedichten und Hörspielen. Daneben übersetzt er im Rahmen des Projektes „Poesie der Nachbarn“ gemeinsam mit den jeweiligen Autoren Gedichte aus diversen europäischen Sprachen ins Deutsche.
Johann P. Tammen ist seit 1986 Mitglied des PEN-Zentrums Deutschland. Er erhielt u. a. folgende Auszeichnungen: 1980 und 1988 den Alfred-Kerr-Preis, 1996 den Kunstpreis des Landes Niedersachsen für Literatur, 1998 den Karl-Heinz-Zillmer-Preis der Hamburgischen Kulturstiftung sowie 2006 die Eugen Viehof-Ehrengabe der Deutschen Schillerstiftung.

## Werke
- Dieses Zimmer ist kein Roman, Henstedter Handdruck-Verlag, Henstedt-Ulzburg 1971, OCLC 236313491 (500 handgedruckte und nummerierte Exemplare mit 42 umnummerierten Seiten).
- Kopf hoch kalte Wut, Fischerhude 1979
- Lahnungen, Bergen, Holland 1998
- Wetterpapiere, Lüneburg 1998
- Das Land, das Meer, das Ohr des Wetterfühlers, Witzwort 2000
- Im Kehlgang, mit zwei Radierungen von Peter Marggraf. Bordenau [u. a.] 2003
- Alles erinnert an uns. Noch Licht, Warmbronn 2004
- mit Lothar Seruset (Illustrator): Sags dem Meer, Widmungstexte (= Druck der Quetsche, Band 56), Holzschnitte von Lothar Seruset, Nachwort von Hugo Dittberner. Verlag für Buchkunst, Witzwort 2009, ISBN 978-3-939307-24-2 / ISBN 978-3-939307-23-5.

## Herausgeberschaft
- So wächst die Mauer zwischen Mensch und Mensch, Bremerhaven 1980 (herausgegeben zusammen mit Ingeborg Drewitz)
- Friedenszeichen Lebenszeichen, Bremerhaven 1982 (herausgegeben zusammen mit Helmut Donat)
- Oswald Andrae: Hollt doch de Duums för den Sittich, Bremerhaven 1983
- Warten auf die Aale, Bremerhaven 1991 (herausgegeben zusammen mit Adrien Finck)
- Zusammen mit Reinhard Krahforst: „Wat wy gedan...“ 900 Jahre Weddewarden/Imsum. Zur Geschichte zweier Wurster Marschendörfer 1091–1991. Hrsg.: Bürgergemeinschaft Weddewarden/Kulturamt der Seestadt Bremerhaven (= Editionen des Kulturamts der Seestadt Bremerhaven. Band 2). Wirtschaftsverlag NW Verlag für neue Wissenschaft GmbH, Bremerhaven 1991, ISBN 3-89429-119-2 (296 S.).
- Aus jenseitigen Dörfern, Bremerhaven 1992 (herausgegeben zusammen mit Kito Lorenc)
- Brian Lynch: Easter snow, Bremerhaven 1993
- Das Unerwartete! oder: Von der Präzision der Poesie, Bremerhaven 1997
- Verlegen im Exil, Bremerhaven 1997 (herausgegeben zusammen mit Volker Heigenmooser)
- Dichter & Modell oder: Vom Handwerk des Schriftstellers, Bremerhaven 1998
- Erdennot und -lust oder: Von der Vielheit der Poesie, Bremerhaven 1998
- Der schwindelnde Erzähler oder: Faszination und Täuschung in der Literatur, Bremerhaven 1998 (herausgegeben zusammen mit Heiko Postma)
- Vorwärts & wohin? oder: Literatur als Grenzüberschreitung, Bremerhaven 1998
- Gestern war heute oder: Von vielerlei Kunststücken im Wandel der Zeit, Bremerhaven 2000 (herausgegeben zusammen mit Peter K. Kirchhof)
- 10 Jahre Jeanette-Schocken-Preis, Bremerhaven 2000 (herausgegeben zusammen mit Gisela Lehrke)
- Umzüge in alte Häuser und Blicke auf andere Sonnen, Bremerhaven 2003
- Unverhoffte Himmel, Bremerhaven 2003 (herausgegeben zusammen mit Norbert Randow)
- Vom armen Chatterton, Bremerhaven 2003 (herausgegeben zusammen mit Heiko Postma)
- Vom langen Atem der Erzähler des Einmaligen, Bremerhaven 2004
- Gegen die Zeit, Bremerhaven 2005 (herausgegeben zusammen mit Wolfgang Hegewald)
- Nachrichten aus den Territorien der Unerschöpflichkeit, Bremerhaven 2006
- Unterwegs im Land der Fabulanten, Bremerhaven 2006
- Erzählungswürdigkeiten, Bremerhaven 2007
- Die Poesie und ihre Masken, Bremerhaven 2008
- Starke Stimmen oder Die Lust am Schönen, Bremerhaven 2009 (herausgegeben zusammen mit Jürgen Krätzer)
- Die Wörter und ihr Ort, Bremerhaven 2009 (herausgegeben zusammen mit Klaus Stadtmüller)
- Der Sprung über die Kante, „Das Schreiben als Kunst“. Über den Erzähler Gerd-Peter Eigner und andere Wort- & Tat-Auffälligkeiten, in: die horen, Nr. 237, Jahrgang 55, Band 1, Edition „die horen“ im Wirtschaftsverlag NW, Verlag für Neue Wissenschaft, Bremerhaven 2010, ISBN 978-3-86918-003-8[1].